# 85-й гвардейский гаубичный артиллерийский полк
85-й гвардейский гаубичный артиллерийский Симферопольский Краснознамённый орденов Суворова, Кутузова и Александра Невского полк Резерва Главного Командования — воинское формирование Вооружённых Сил СССР, в Великой Отечественной войне и послевоенные годы.
Условное наименование — войсковая часть полевая почта (в/ч пп) № 34465.
Сокращённое наименование — 85 гв. гап РГК.

## История формирования
16 августа 1942 года 594-й пушечный артиллерийский полк был включён в состав 36-й гвардейской стрелковой дивизии и переименован в 85-й гвардейский артиллерийский полк. Но в расположение дивизии прибыть не смог так как поддерживая 126-ю стрелковую дивизию 64-й армии 17 августа при прорыве танков под Абганерово потерял два своих дивизиона 76-мм пушек УСВ-Бр. Было принято решение сделать полк полностью гаубичным и вывести его из состава 36-й гвардейской стрелковой дивизии.

Того полка, не успевшего как следует сформироваться и враз потерявшего практически все свои пушки и значительную часть личного состава, больше нет. Остались только три гаубичные, 122-миллиметровые батареи (3-й дивизион). Что теперь с нами будет? Принимается решение: доукомплектовать полк такими же орудиями, то есть сделать его полностью гаубичным, и опять-таки придать статус РГК.— О. Д. Казачковский

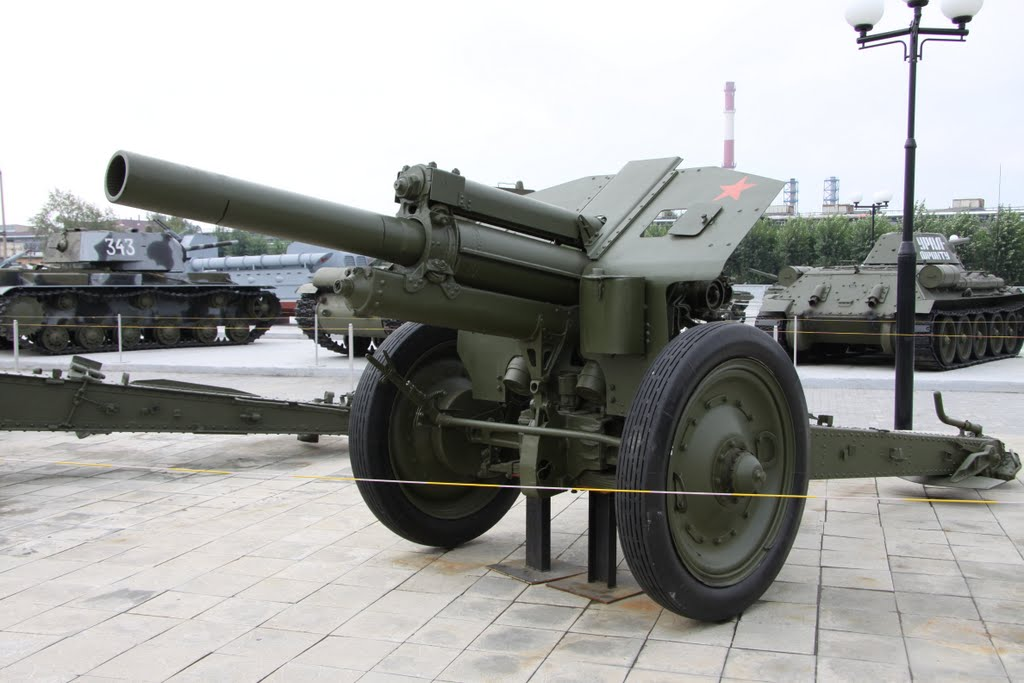
122-мм гаубица образца 1938 года (М-30)

23 августа 1942 года 1-й и 2-й дивизионы 85-го гвардейского артиллерийского полка были полностью переведены на вооружение 122-мм гаубицами образца 1938 года на механизированной тяге, по 12 орудий в дивизионе.
Директивой Генерального штаба КА от 10 ноября 1942 года № 990673 и директивой заместителя НКО СССР от 14 ноября 1942 года № 4732 полку присвоено наименование 85-й гвардейский гаубичный артиллерийский полк АРГК. Этой же директивой полк был переведён на двух-дивизионный состав с общим количеством 122-мм гаубиц — 24.
Летом 1943 года полк перешёл на штат № 08/543 гаубичного артиллерийского полка РГК (военного времени) от 8 июня 1943 года.

## Участие в боевых действиях
Период вхождения в действующую армию: 2 августа 1942 года — 9 мая 1945 года.
16 августа 1942 года 1-й и 2-й дивизионы полка поддерживали — 550-й и 366-й стрелковые полки 126-й стрелковой дивизии в районе деревни Абганерово, а 3-й дивизион располагался в районе совхоза имени Юркина поддерживая 208-ю стрелковую дивизию.

Знамя 85-го гвардейского гаубичного артиллерийского полка (на 1945 год).

Командование 85-го гвардейского гаубичного артиллерийского полка на январь 1943 года.

Противник в 7.00 17 августа силою до пехотного полка с 38 танками, перешёл в наступление от Мук до Водокачка, смял левый фланг 550-го стрелкового полка и правый фланг 204-й стрелковой дивизии, и к 8.00, по балке Худомясова вышел в район совхоза имени Юркина. Гвардейцы 85-го артиллерийского полка оказали упорное сопротивление, подбив 8 и уничтожив 3 танка и до роты автоматчиков противника, также подавили огонь одной артиллерийской батареи на южной окраине деревни Абганерово и двух миномётных батарей в балке Китин-Булук. В результате боя 1-й и 2-й дивизионы 85-го гвардейского артиллерийского полка были уничтожены танками противника. 3-й дивизион полка вёл огонь по противнику поддерживая 29-ю стрелковую дивизию. Потери 1-го и 2-го дивизионов составили: убито, ранено и пропало без вести 139 человек, орудий 76-мм — 16, тракторов СТЗ-5 — 15.

Все пушечные (76-миллиметровые) батареи полка, собранные в два дивизиона, спешно были переброшены в район боёв и выведены на прямую наводку. И почти все буквально на следующий день были уничтожены прорвавшимися танками. Потом мне довелось увидеть в бинокль поле боя. Страшная картина: выжженная земля, подбитые и раздавленные пушки, обгоревшие трупы. Мало кто остался в живых. Но они до конца выполнили свой долг и как-то задержали противника.— О. Д. Казачковский
23 августа 85-й гвардейский гаубичный артиллерийский полк РГК выведен из состава 64-й армии (кроме 3-го дивизиона продолжавшего поддерживать 29-ю дивизию 64-й армии) в состав 57-й армии и сосредоточился в балке Чапурино, где начал пополняться материальной частью, связью, боеприпасами и личным составом. 25 августа полк (без 3-го дивизиона) подбил 20 и сжёг 10 танков противника, которые неоднократно атаковали 422-ю стрелковую дивизию на рубеже Подсобное хозяйство — Солянка. 31 августа 1-й и 2-й дивизионы полка вели огонь по танкам и пехоте в районе Ивановка, при этом было уничтожено 5 танков и до батальона пехоты. 1 сентября 1-я и 5-я батареи полка (у остальных не было снарядов) подожгли три и уничтожили один танк и до 25 автомашин в районе Нариман. 2 сентября 1-я батарея полка поддерживая Курсантский полк Винницкого пехотного училища уничтожила 8 автомашин, миномёт и до роты пехоты. 3-й дивизион полка, оставаясь в составе 64-й армии, с 28 августа по 1 сентября поддерживал 10-ю отдельную стрелковую бригаду, оборонявшуюся по северному берегу реки Червлёная в районе Варваровка — Нариман, но имея только по 4 снаряда на орудие, существенной поддержки оказать не мог.
3 сентября 1942 года полк был передан в состав 62-й армии и переброшен в район Верхняя Ельшанка, где поддерживал 38-ю мотострелковую бригаду. С 5 сентября полк вошёл в южную подгруппу армейской группы артиллерии дальнего действия, 14 сентября 3-й дивизион полка включён в северную подгруппу фронтовой артиллерийской группы Юго-Восточного фронта. Чтобы вывести орудия полка из зон действия огня вражеских миномётов, танков и пехотных орудий, огневые позиции полка, вместе с другими частями фронтовой артиллерийской группы находились на левом берегу Волги, а наблюдательные пункты батарей и дивизионов были размещены на правом берегу в районе действия поддерживаемых частей.
С 1 сентября 1943 года полк участвует в Донбасской наступательной операции, поддерживая части 9-го стрелкового корпуса. В ходе этого наступления, полк участвовал в освобождении городов: Амвросиевка, Харцызск, Макеевка, а 8 сентября — столицы Донбасса Сталино (ныне Донецк).

…85-й гвардейский артполк поддерживал нас с самого начала наступления в Донбассе. Действия этой части и её воинов заслуживали самой высокой оценки. Отлично зарекомендовали себя командир 1-го дивизиона капитан Н. А. Зотов, командир 3-й батареи капитан С. В. Глуховский, командир 2-й батареи старший лейтенант В. С. Малышев и многие другие…— И. П. Рослый

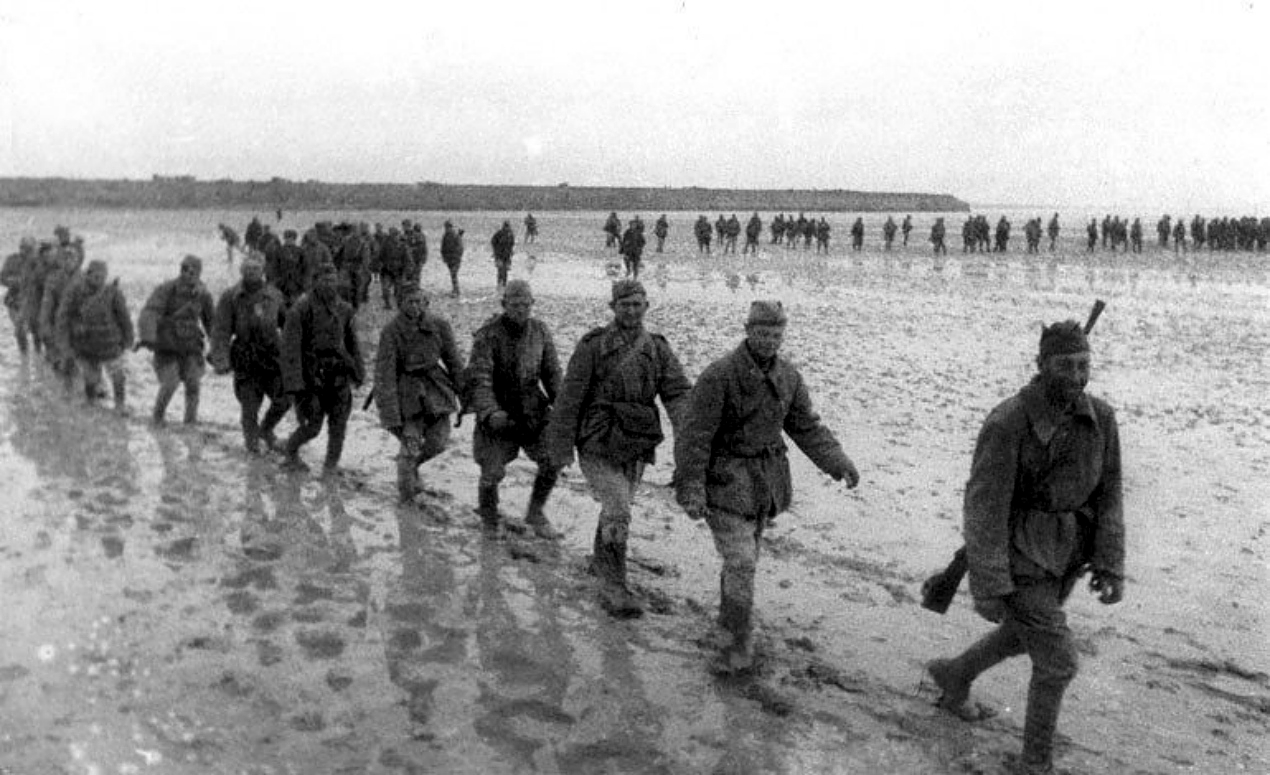
Подразделения Красной Армии форсируют Сиваш

С 23 ноября 1943 года полк подчинён 10-му стрелковому корпусу и 24 ноября 1943 года начинает вброд переправляться на Сивашский плацдарм.

…Крым. В ноябре 43-го нами был захвачен небольшой плацдарм в северной части Крыма за Сивашом. Через Сиваш шли вброд, а батарейцы — толкая ещё и понтоны с орудиями и боеприпасами. Потом долгое время всё снабжение шло таким же путём. Температура незамерзающей сивашской воды бывала и пониже нуля…— О.Д. Казачковский
С 8 апреля 1944 года полк участвует в Крымской наступательной операции, на Каранкинском направлении, поддерживая 267-ю стрелковую дивизию 63-го стрелкового корпуса. Со вводом в прорыв 19-го танкового корпуса, полк был переподчинён ему. 11 и 12 апреля 1944 года 6-я гвардейская танковая бригада с 85-м полком, 467-м лёгким артиллерийским полком и двумя батареями 297-го зенитного артиллерийского полка сломив сопротивление на рубеже Байсары, свх. Кирк Ишунь, овладела станцией Чирик, совхозом Бий-Су-Ковча, Тогунчи, Камбары, Тобе-Чокрак, Старый Кульчук, перерезала тракт Симферополь — Евпатория и стала уничтожать отходящие колонны противника. 13 апреля 1944 года полк своим огнём уничтожил вражеский аэродром, а затем отличился при взятии Симферополя.

…Итак, наш артполк очутился один в тылу противника на стратегически важной развилке дорог в качестве заслона на случай попытки отходящих с севера немцев прорваться к Симферополю. Ни пехоты, ни танков с нами нет. Нужно продержаться, пока не подойдут подкрепления. Положение серьёзное. Весь день появлялись отдельные разведывательные группы противника. Встретив наш огонь, они отходили. Некоторые сдавались в плен. Но до настоящих столкновений дело так и не дошло. Назавтра начали прибывать передовые отряды нашей пехоты, и стало поспокойнее. Основные силы немцев так и не вышли на нас. Видимо, обошли стороной вдоль берега на Севастополь. За эту операцию наш полк был удостоен наименования «Симферопольский»…— О. Д. Казачковский
В апреле и мае полк участвует в подготовке и штурме Сапун-Горы, и освобождении Севастополя, 12 мая 1944 года наносит удары по противнику на мысе Херсонес, где оставались не успевшие эвакуироваться войска противника. За эту операцию полк был награждён орденом Красного Знамени. 14 мая 1944 года полк вышел из состава 51-й Армии и 24 мая 1944 года, на основании директивы Ставки ВГК № 302004 от 16 мая 1944 года, по железной дороге убыл в состав 2-го Белорусского фронта.

## Состав
- Командование
- Штаб
- Партийно-политический аппарат
- Хозяйственная часть
- Взвод управления
- Взвод топографической службы
- Пункт медицинской помощи
- Мастерская артиллерийского и технического снабжения
- Парковый взвод
- Хозяйственный взвод
- Артиллерийский парк

- 1-й дивизион:
  - Штаб
  - Партийно-политический аппарат
  - Взвод разведки
  - Взвод связи
  - 1-я батарея
  - 2-я батарея
  - 3-я батарея
- 2-й дивизион:
  - Штаб
  - Партийно-политический аппарат
  - Взвод разведки
  - Взвод связи
  - 4-я батарея
  - 5-я батарея
  - 6-я батарея

Личный состав:
- Офицеров — 70 человек
- Сержантов — 157 человек
- Рядовых — 406 человек

Материальная часть
- 122-мм гаубица образца 1938 года (М-30) — 24 шт

## Подчинение
| Подчинение      | Подчинение            | Подчинение                            | Подчинение | Подчинение |
| Дата            | Фронт (военный округ) | Армия                                 | Корпус | Примечания |
| --------------- | --------------------- | ------------------------------------- | --- | --- |
| 16.08.1942 года | Юго-Восточный фронт   | 64-я армия                            | - | в качестве средств усиления 126-й, 29-й, 204-й, 208-й стрелковых дивизий |
| 24.08.1942 года | Юго-Восточный фронт   | 57-я армия, 3-й дивизион — 64-я армия | - | в качестве средств усиления 422-й стрелковой дивизии, курсантского полка Винницкого пехотного училища |
| 03.09.1942 года | Юго-Восточный фронт   | 62-я армия                            | - | - с 5.09.1942 входил в южную подгруппу артиллерии армии, поддерживал 38-ю мотострелковую, 135-ю танковую бригады, 35-ю, 13-ю гвардейские, 10-ю стрелковые дивизии; с 14.09.1942 3-й дивизион входил в северную подгруппу фронтовой артиллерии |
| 30.09.1942 года | Сталинградский фронт  | 62-я армия                            | - | поддерживал 135-ю и 39-ю танковые бригады, 13-ю, 37-ю, 39-ю гвардейские, 138-ю, 300-ю стрелковые дивизии, 3-й дивизион входил в северную подгруппу фронтовой артиллерии                                                                       |
| 09.11.1942 года | Сталинградский фронт  | 51-я армия                            | - | поддерживал 15-ю гвардейскую стрелковую дивизию |
| 28.11.1942 года | Сталинградский фронт  | 57-я армия                            | - | поддерживал 36-ю гвардейскую стрелковую дивизию, 13-й танковый корпус |
| 05.12.1942 года | Сталинградский фронт  | 64-я армия                            | - | поддерживал 38-ю мотострелковую бригаду, 422-ю, 38-ю, 169-ю стрелковые дивизии, 7-й стрелковый корпус |
| 31.12.1942 года | Южный фронт           | 51-я армия                            | - | в качестве средств усиления 4-го гвардейского механизированного корпуса, 126-й, 87-й стрелковых дивизий |
| 01.02.1943 года | Южный фронт           | 51-я армия                            | - | - |
| 01.03.1943 года | Южный фронт           | 51-я армия                            | - | - |
| 01.04.1943 года | Южный фронт           | 28-я армия                            | - | - |
| 01.05.1943 года | Южный фронт           | 28-я армия                            | - | - |
| 01.06.1943 года | Южный фронт           | 5-я ударная армия                     | - | - |
| 01.07.1943 года | Южный фронт           | 5-я ударная армия                     | - | в качестве средств усиления 127-й стрелковой дивизии |
| 01.08.1943 года | Южный фронт           | 28-я армия                            | 3-й гвардейский стрелковый корпус                                                                                          | в качестве средств усиления 54-й гвардейской стрелковой дивизии |
| 01.09.1943 года | Южный фронт           | 5-я ударная армия                     | 9-й стрелковый корпус; конно-механизированная группа «УРАГАН» (5-й гвардейский кавалерийский корпус, 20-й танковый корпус) | в качестве средств усиления 109-й гвардейской стрелковой дивизии |
| 01.10.1943 года | Южный фронт           | 44-я армия                            | 10-й гвардейский стрелковый корпус                                                                                         | - |
| 03.11.1943 года | 4-й Украинский фронт  | 51-я армия                            | 55-й стрелковый корпус | в качестве средств усиления 387-й, 87-й стрелковых дивизий |
| 23.11.1943 года | 4-й Украинский фронт  | 51-я армия                            | 10-й стрелковый корпус | - |
| 27.02.1944 года | 4-й Украинский фронт  | 51-я армия                            | 63-й стрелковый корпус | в качестве средств усиления 267-й стрелковой дивизии |
| 11.04.1944 года | 4-й Украинский фронт  | 51-я армия                            | 19-й танковый корпус | поддерживал 6-ю гвардейскую танковую бригаду |
| 14.04.1944 года | 4-й Украинский фронт  | 51-я армия                            | 63-й стрелковый корпус | в качестве средств усиления 267-й, 77-й стрелковых дивизий |
| 10.05.1944 года | 4-й Украинский фронт  | 51-я армия                            | 10-й стрелковый корпус | армейская артиллерийская группа |
| 14.05.1944 года | 4-й Украинский фронт  | резерв фронта                         | - | - |
| 24.05.1944 года | 2-й Белорусский фронт | резерв фронта                         | - | - |
| 03.06.1944 года | 2-й Белорусский фронт | 33-я армия                            | 62-й стрелковый корпус | - |
| 04.04.1945 года | 2-й Белорусский фронт | резерв фронта                         | - | - |
| 22.11.1944 года | 2-й Белорусский фронт | резерв фронта                         | - | - |
| 18.12.1944 года | 2-й Белорусский фронт | 65-я армия                            | 105-й стрелковый корпус | в качестве средств усиления 354-й стрелковой дивизии, 1-й гвардейской мотострелковой бригады |
| 12.04.1945 года | 2-й Белорусский фронт | 49-я армия                            | 121-й стрелковый корпус | в качестве средств усиления 42-й стрелковой дивизии |
| 04.05.1945 года | 2-й Белорусский фронт | 49-я армия                            | 70-й стрелковый корпус | в качестве средств усиления 238-й стрелковой дивизии |
| 17.05.1945 года | 2-й Белорусский фронт | резерв фронта                         | - | - |
| 10.06.1945 года | Северная группа войск | -                                     | 96-й стрелковый корпус | вошёл в состав 78-й гвардейской корпусной артиллерийской бригады |

## Награды и почётные наименования
| Награда (наименование)                  | Дата награждения                                                               | За что получена |
| --------------------------------------- | ------------------------------------------------------------------------------ | --- |
| Почётное звание «Гвардейский»           | присвоено 16 августа 1942 года                                                 | при включении в состав 36-й гвардейской стрелковой дивизии. |
| Почётное наименование «Симферопольский» | присвоено приказом Верховного главнокомандующего № 0106 от 24 апреля 1944 года | за отличия в боях за освобождение Симферополя |
| Орден Красного Знамени                  | награждён указом Президиума Верховного Совета СССР от 24 мая 1944 года         | за образцовое выполнение заданий командования в боях за освобождение города Севастополя и проявленные при этом геройство, доблесть и мужество                               |
| Орден Суворова III степени              | награждён указом Президиума Верховного Совета СССР от 19 февраля 1945 года     | за образцовое выполнение боевых заданий командования в боях с немецкими захватчиками при прорыве обороны немцев севернее Варшавы и проявленные при этом доблесть и мужество |
| Орден Кутузова III степени              | награждён указом Президиума Верховного Совета СССР от 15 сентября 1944 года    | за образцовое выполнение заданий командования в боях с немецкими захватчиками, за овладение городом и крепостью Остроленка и проявленные при этом доблесть и мужество       |
| Орден Александра Невского               | награждён указом Президиума Верховного Совета СССР от 1 сентября 1944 года     | за образцовое выполнение заданий командования в боях с немецкими захватчиками, за овладение городом и крепостью Осовец и проявленные при этом доблесть и мужество           |

85-й гвардейский гаубичный артиллерийский полк является одним из пяти особо отличившихся гвардейских артиллерийских полков заслуживших в период Великой Отечественной войны шесть и более наград и отличий.
- За освобождение городов Котельниково, Зимовники, приказ от 25 января 1943 года;
- За освобождение Ростовской области, приказ № 5 от 30 августа 1943 года;
- За освобождение Донбасса, приказ № 9 от 8 сентября 1943 года;
- За форсирование Сиваша и прорыв обороны немцев на южном берегу Сиваша, приказ № 104 от 11 апреля 1944 года;
- За освобождение Симферополя, приказ № 108 от 13 апреля 1944 года;
- За освобождение Севастополя, приказ № 111 от 10 мая 1944 года;
- За прорыв обороны немцев на реке Проня, приказ № 117 от 25 июня 1944 года;
- За освобождение города Могилёва, приказ № 122 от 28 июня 1944 года;
- За взятие города и крепости Осовец, приказ № 166 от 14 августа 1944 года;
- За взятие города и крепости Остроленка, приказ № 184 от 06 сентября 1944 года;
- За прорыв обороны немцев на реке Нарев севернее Варшавы, приказ № 224 от 17 января 1945 года;
- За взятие города Плоньск, приказ № 232 от 19 января 1945 года;
- За взятие города и крепости Гданьск (Данциг), приказ № 319 от 30 марта 1945 года;
- За форсирование реки Одер и прорыв обороны немцев южнее города Штеттин, приказ № 344 от 26 апреля 1945 года.

## Отличившиеся воины полка
Произведено награждений орденами СССР:
- Орден Красного Знамени — 17
- Орден Кутузова III степени — 1
- Орден Суворова III степени — 1
- Орден Александра Невского — 4
- Орден Отечественной войны I степени — 18
- Орден Отечественной войны II степени — 57
- Орден Красной Звезды — 228
- Орден Славы III степени — 8[17].

Сотни офицеров, сержантов и солдат награждены медалями «За отвагу», «За боевые заслуги», «За оборону Сталинграда», «За победу над Германией в Великой Отечественной войне 1941—1945 гг.», «За освобождение Варшавы».

## Командование полка

### Командиры полка
- Чиликин Василий Фёдорович (16.08.1942 — 03.02.1943), гвардии майор, гвардии подполковник;
- Ярёменко Павел Петрович (14.02.1943 — 06.1946), гвардии майор, гвардии подполковник;
- Останькович Александр Максимович (06.1946 — 29.05.1947), гвардии полковник;

### Заместители командира по строевой части
- Ярёменко Павел Петрович (01.09.1942 — 13.02.1943), гвардии майор;
- Ходонов Сергей Яковлевич (02.1944 — 13.04.1944), гвардии майор (тяжело ранен);
- Антонцев Василий Максимович (08.1944 — 23.02.1945), гвардии подполковник (погиб);
- Сорока Иван Николаевич (1945—1946), гвардии майор

### Военные комиссары (с 9.10.1942 заместители командира по политической части)
- Лозовой Сергей Моисеевич (16.08.1942 — 14.12.1942), гвардии батальонный комиссар, гвардии майор;
- Тарасов Павел Андреевич (15.12.1942 — 07.1943), гвардии майор, гвардии подполковник;
- Круглов Пётр Лаврентьевич (07.1943 — 12.08.1946), гвардии капитан, гвардии майор

### Начальники штаба полка
- Махлин Симон Иудович (16.08.1942 — 03.02.1943), гвардии капитан;
- Самодумский Михаил Митрофанович (14.02.1943 — 12.1944), гвардии капитан, гвардии майор[18];
- Лебедев Лев Александрович (12.1944 — 28.01.1946), гвардии майор[19];
- Терещенко Пётр Александрович (02.1946 — 06.1946), гвардии подполковник;
- Голдюк Михаил Исаакович (06.1946 — 09.10.1946), гвардии майор;

### Помощники начальника штаба полка
- Самодумский Михаил Митрофанович (16.08.1942 — 13.02.1943), гвардии капитан;
- Лебедев Лев Александрович (14.02.1943 — 12.1944), гвардии капитан, гвардии майор;
- Казачковский Олег Дмитриевич (12.1944 — 02.1946), гвардии капитан, гвардии майор

## Послевоенная история

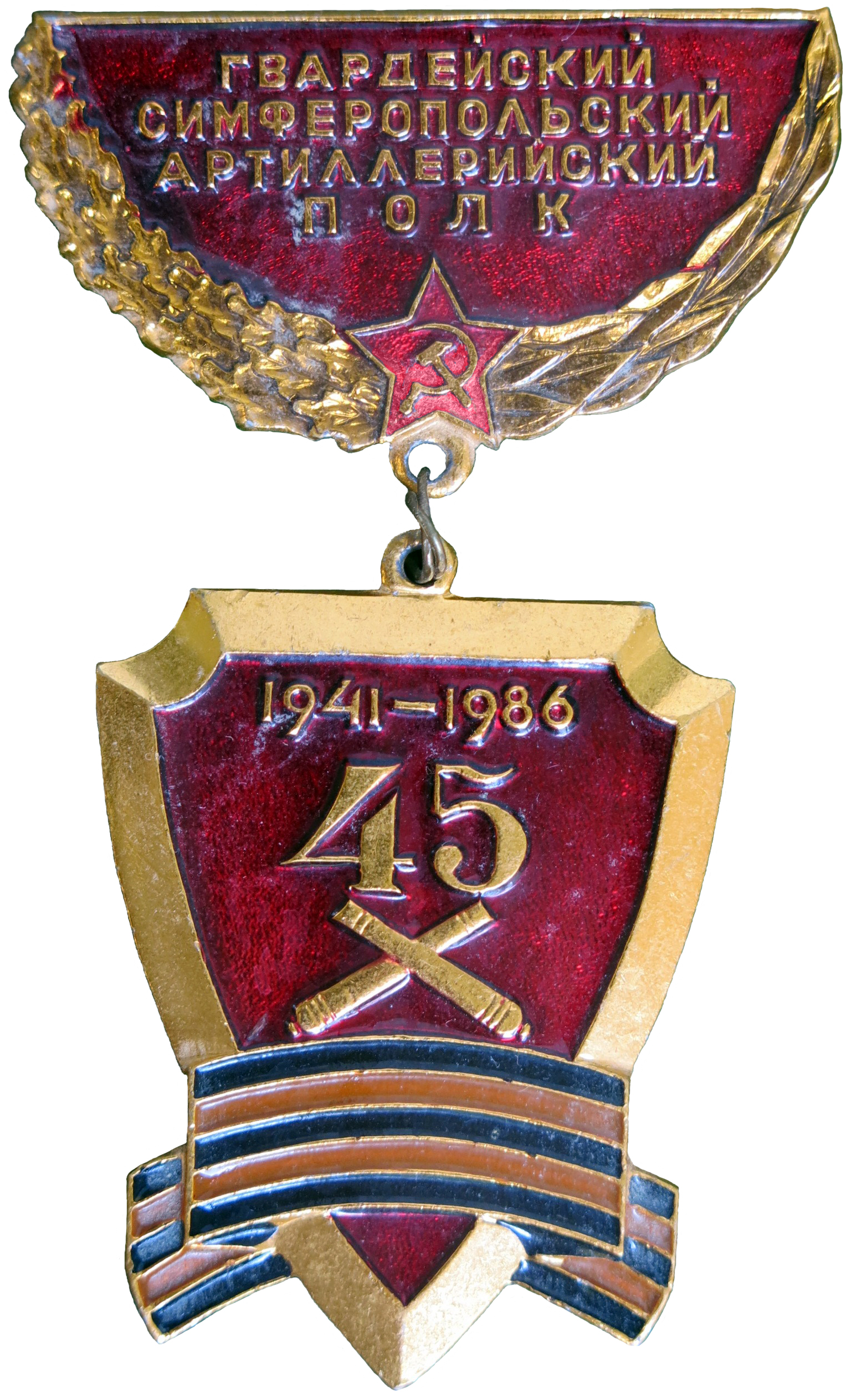
Нагрудный знак «Ветеран 85-го гвардейского Симферопольского артиллерийского полка 1941—1986».

14 мая 1945 года полк получил приказ в 11.00 17 мая 1945 года выйти из состава 49-й армии и совершить марш в район Рандов в резерв 2-го Белорусского фронта, с 22 мая 1945 года, полк дислоцировался в лагере № 5 (5-15 км севернее Виттшток).
С 10 июня 1945 года полк входит в состав Северной группы войск (СГВ) и располагается в 5 км южнее Рогово.
В июне 1945 года согласно боевому распоряжению штаба артиллерии Северной группы войск № 00204 от 17 июня 1945 года 85-й гвардейский гаубичный артиллерийский полк, 41-й гвардейский корпусной артиллерийский полк и 29-й отдельный разведывательный дивизион вошли в состав формируемой 78-й гвардейской корпусной артиллерийской бригады 96-го отдельного стрелкового корпуса с местом дислокации в городе Пшасныш Польской Народной Республики.
В июле 1945 года согласно боевому распоряжению штаба 78-й бригады № 001 от 11 июля 1945 года 85-й гвардейский гаубичный артиллерийский полк был передислоцирован из города Пшасныш в город Бишофсбург Польской Народной Республики.
Приказом 78-й бригады № 0192 от 17 декабря 1945 года полк был передислоцирован из города Бишофсбург на территорию СССР. Эшелоны с техникой и людьми начали прибывать в город Бобров Воронежской области утром тридцатого декабря 1945 года.

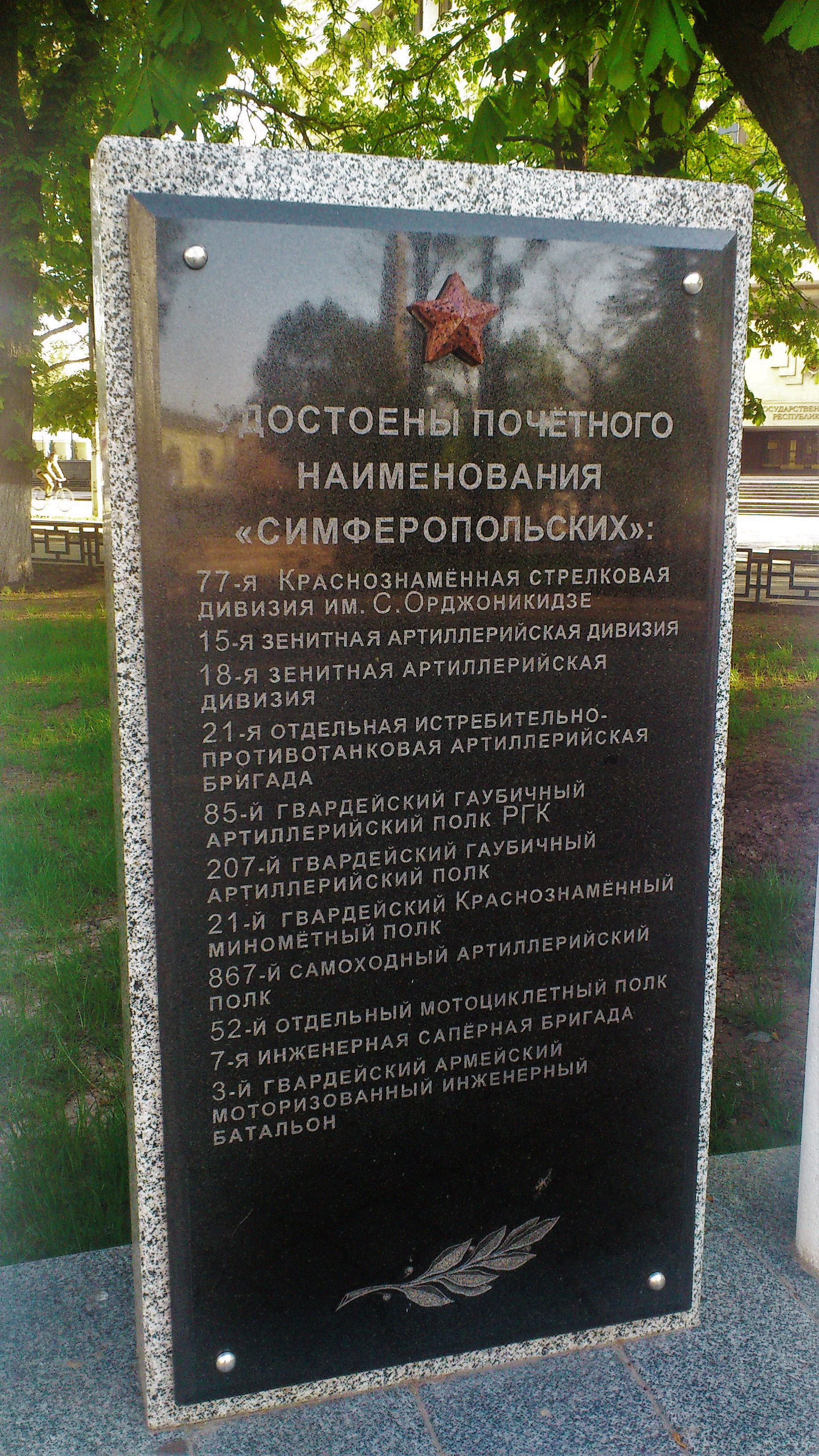
Мемориальная плита у танка-памятника освободителям Симферополя в сквере Победы в Симферополе

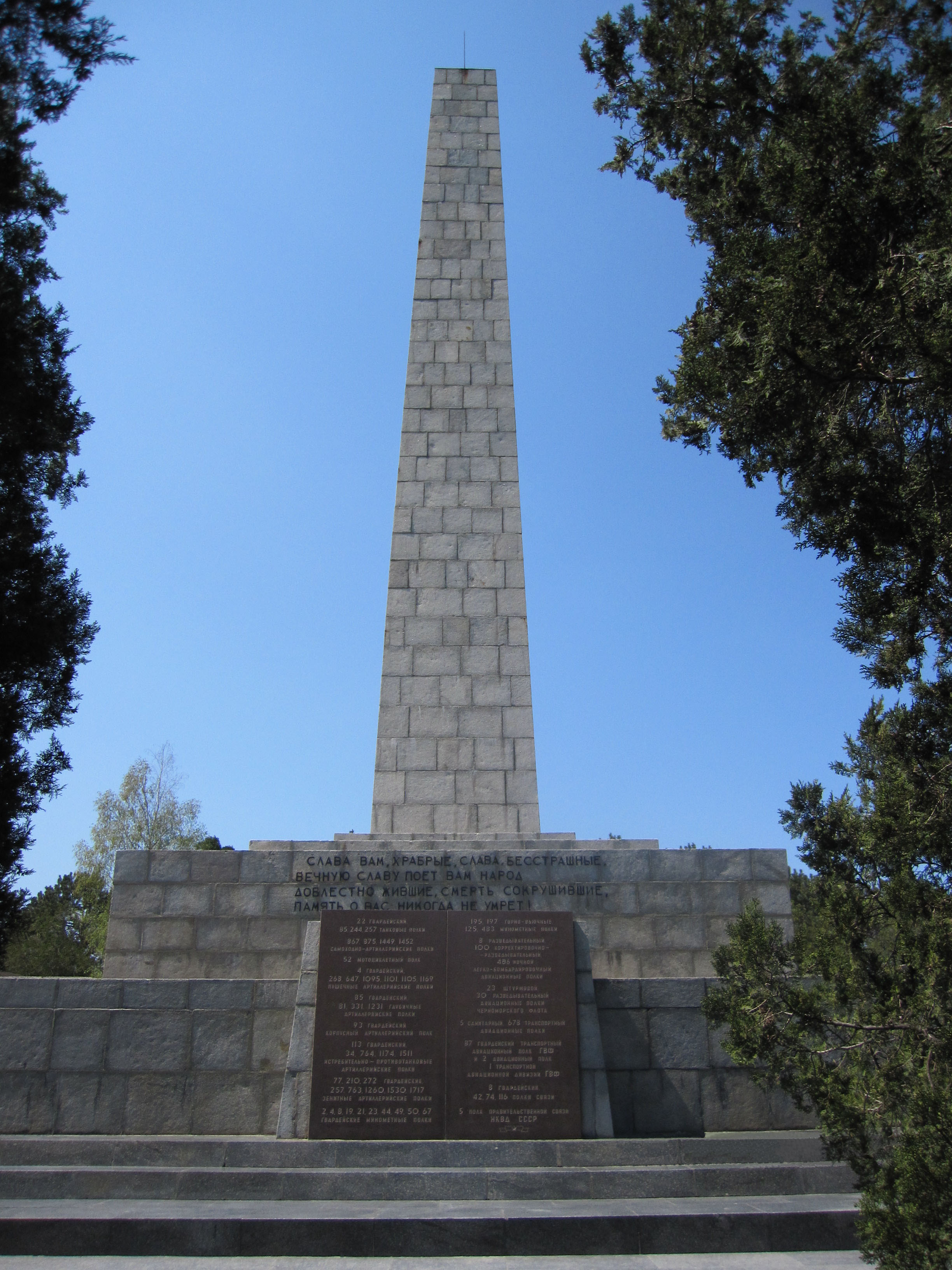
Мемориальная плита у обелиска воинской Славы на Сапун-Горе

В январе 1946 года 78-я бригада вошла в состав 40-го гвардейского стрелкового корпуса Воронежского военного округа.
Директивой Военного Совета Московского военного округа № 032 от 14 мая 1946 года 85-й гвардейский гаубичный артиллерийский полк был переформирован в 85-й гвардейский корпусной артиллерийский полк 40-го гвардейского стрелкового корпуса.
В феврале 1947 года согласно приказу Министра Вооружённых Сил СССР № 0029 от 24 декабря 1946 года полк был снова переименован в 85-й гвардейский гаубичный артиллерийский полк и передан в состав 2-й гвардейской Таманской стрелковой дивизии с местом дислокации посёлок Алабино Наро-Фоминского района.
Директивой Генштаба ВС СССР № орг/2/576378 от 29 декабря 1953 года 2-я гвардейская стрелковая дивизия была переформирована в 23-ю гвардейскую механизированную дивизию (в/ч 23626) 1-го гвардейского стрелкового корпуса, 85-й гвардейский гаубичный артиллерийский полк вошёл в состав этой дивизии.
26 декабря 1955 года согласно директиве Главнокомандующего Сухопутными войсками от 15 декабря 1955 года № ОШ/2/1368061 и директивы Командующего войсками Московского военного округа от 19 декабря 1955 года № орг/002525 23-я гвардейская механизированная дивизия перешла на временные штаты военного времени, в результате этого полк был переформирован в 85-й гвардейский артиллерийский полк.
В апреле 1957 года 23-я гвардейская механизированная дивизия была переформирована в мотострелковую, а 85-й гвардейский артиллерийский полк переименован в 147-й гвардейский артиллерийский полк 23-й гвардейской мотострелковой дивизии.
Приказом министра обороны СССР № 00147 от 17 ноября 1964 года в целях сохранения боевых традиций 23-я гвардейская мотострелковая дивизия была переименована во 2-ю гвардейскую мотострелковую дивизию.
85-й гвардейский артиллерийский полк, периодически участвовал в военных парадах на Красной площади.

## Память

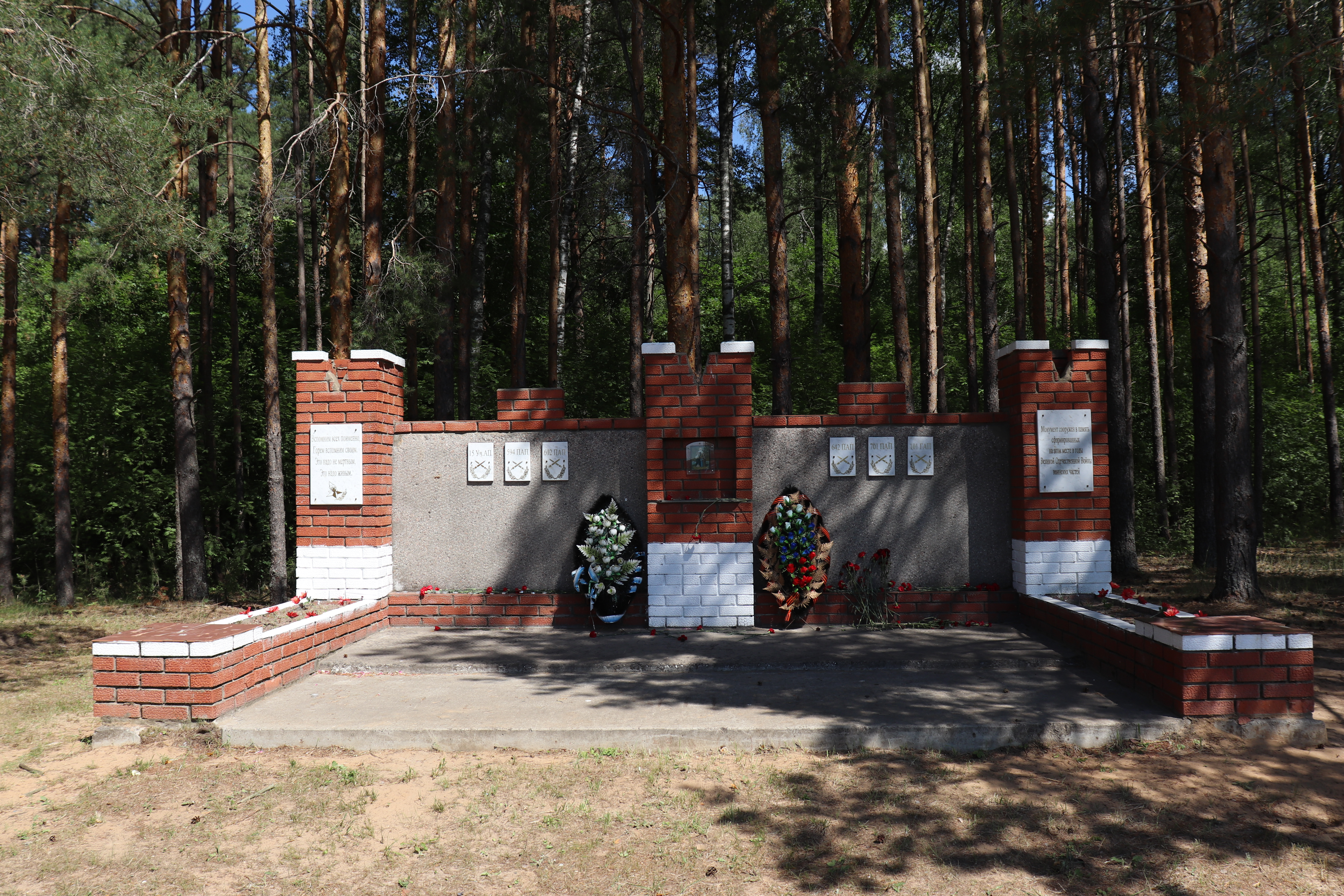
Мемориал памяти о сформированных на Шуйской земле войсковых частях, у деревни Косячево.

- Наименование полка высечено на мемориальной плите у танка-памятника освободителям Симферополя в сквере Победы в Симферополе.
- Наименование полка высечено на мемориальной плите у обелиска воинской Славы на Сапун-Горе.
- Благодаря совместной работе Совета ветеранов 602-го пушечного артиллерийского полка и клуба «Поиск» шуйской школы № 8 в 1975 году у деревни Косячево Шуйского района был установлен памятный знак о сформированных на Шуйской земле войсковых частях: 602-го пушечного и 101-го гаубичного артиллерийских полках. Со временем удалось установить наименования ещё четырёх сформированных артиллерийских полках: 15-го учебного, 594-го, 642-го и 701-го пушечных. Поэтому Шуйский совет ветеранов военной службы выступил с инициативой возведения на этом месте нового монумента, который был открыт 28 июня 2009 года.
- В послевоенные годы ветераны полка не потеряли друг друга, неоднократно проходили встречи на территории полка, в Волгограде и Севастополе. 9 мая 1973 года группа «Поиск» шуйской школы № 8 собрала ветеранов полка в городе Шуя, в подарок фронтовикам была исполнена «Песня чиликинцев»[23].
- В июле 1921 года МБОУ СОШ № 5 города Симферополя присвоено имя 85-го гвардейского гаубичного артиллерийского Симферопольского Краснознамённого орденов Суворова, Кутузова и Александра Невского полка[24]. 1 октября того же года в школе открылась комната боевой славы войсковой части 73966[25].

## Упоминания в мемуарах
- Казачковский О. Д. Записки физика о войне и мире. — elib.biblioatom.ru. — Обнинск: ГНЦ РФ-ФЭИ, 2010. — 496 с. — 1000 экз.
- Рослый И. П. Последний привал — в Берлине. — М.: Воениздат, 1983. — 320 с. — 80 000 экз.